# Singapurský průliv

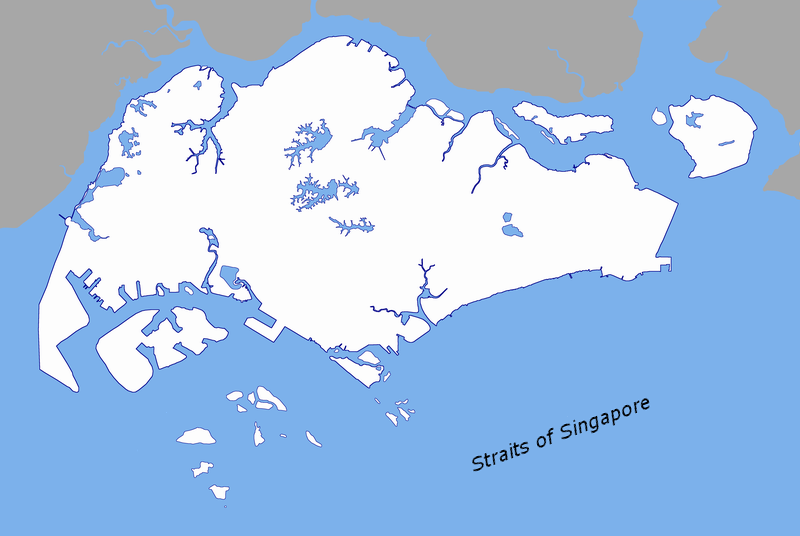
Poloha Singapurského průlivu vůči Singapuru (bíle)

Singapurský průliv (čínsky 新加坡海峡 pchin-jin Xīnjiāpō hǎixiá v českém přepisu Sin-ťia-pcho chaj-sia, malajsky Selat Singapura, anglicky Singapore Strait) je 114 km dlouhý a 16 km široký průliv mezi Malackým průlivem na západě a Jihočínským mořem na východě. Na severu průlivu se nachází ostrovní stát Singapur a na jeho jihu indonéské ostrovy Riau. Průlivem probíhá námořní hranice mezi Singapurem a Indonésií. Průlivem vedou důležité obchodní cesty, singapurský přístav patří mezi nejvytíženější přístavy kontejnerové námořní dopravy na světě, stejně jako blízký tanjungpelepaský přístav v Malajsii.